# Nel momento
Nel momento è il decimo romanzo di Andrea De Carlo, pubblicato nel 1999.

## Trama
Racconta la storia di Luca, un uomo che in una mattina ventosa di marzo viene sbalzato di sella dopo una folle corsa tra valli e pendenze campestri dal cavallo Duane, nervoso purosangue inglese spaventato dall'improvvisa apparizione di una motocicletta da cross. Rialzatosi a fatica, malconcio e dolorante, il protagonista si rende contro di essere "perfettamente infelice". Constatazione sorprendente, perché fino a quel momento non gli era sembrato di avere dubbi sulla sua vita, sul suo lavoro al centro equestre, o sul suo rapporto con Anna. Eppure non c'è modo di tornare indietro. Il caso, o forse il destino, lo fanno incontrare prima con Alberta, e poi la con la di lei sorella Maria Chiara, con cui nasce una passione incontrollabile.

## Critica
"Resoconto di un amore che brucia e consola, con ritratti di donna tra i più felici di De Carlo. Belle pagine di un lirismo effusivo" (Giovanni Pacchiano, Corriere della Sera); 
"Incantati dall'abilità di narratore di Andrea De Carlo, ci ritroviamo alla fine, quasi all'improvviso, a chiederci 'Come, è già finito?" (Ferruccio Parazzoli, Famiglia Cristiana); 
"Andrea De Carlo accetta un rischio altissimo, ma centra un nodo bruciante" (Franco Brevini, Panorama); 
"Una maestria narrativa tale da tenerti inchiodato alla lettura... un crescendo emotivo travolgente" (Michele Trecca, La Gazzetta del Mezzogiorno).